# 2602 Мур
2602 Мур (2602 Moore) — астероїд головного поясу, відкритий 24 січня 1982 року.
Названий на честь британського астронома і радіо- та телеведучого Патрика Мура.
Тіссеранів параметр щодо Юпітера — 3,522.